# Narycia exalbida
Narycia exalbida är en fjärilsart som beskrevs av Edward Meyrick 1920. Narycia exalbida ingår i släktet Narycia och familjen säckspinnare. Inga underarter finns listade i Catalogue of Life.